# Горняцкий (Курская область)
Горня́цкий — посёлок в Железногорском районе Курской области. Входит в состав Веретенинского сельсовета.

## География
Расположен в 4 км к югу от центральной части Железногорска. В 0,5 км к северо-западу от Горняцкого проходит автомобильная дорога А142 «Тросна—Калиновка». К северо-востоку от посёлка располагаются дачные участки и протекает река Погарщина. Высота над уровнем моря — 206 м. Ближайшие населённые пункты — посёлок Долгая Щека и село Веретенино.

## История
До Великой Отечественной войны на месте нынешнего Горняцкого располагался посёлок Погорелый. В 1926 году в посёлке было 18 дворов, проживало 129 человек (67 мужского пола и 62 женского). В то время Погорелый входил в состав Веретенинского сельсовета Долбенкинской волости Дмитровского уезда Орловской губернии. В 1928 году вошёл в состав Михайловского (ныне Железногорского) района. В 1937 году здесь было 19 дворов. В 1942 году посёлок вместе с жителями был сожжён немецкими оккупантами.
В 1985 году посёлок был передан из Разветьевского сельсовета в Веретенинский сельсовет.

## Население
| 1926 | 1979 | 2002 | 2010 |
| ---- | ---- | ---- | ---- |
| 129  | ↗385 | ↘328 | ↗369 |

## Улицы
В посёлке 10 улиц:
| - 70 лет Победы - В. Дикановой - В. Терешковой - Дружбы - Зелёная | - Красных Партизан - Лесная - Молодёжная - Новая - Советская |

## Памятник истории
На юго-западной окраине Горняцкого находится памятник «жителям посёлка Погорелый, сожжённого немецко-фашистскими захватчиками в 1942 году».